# Callibracon
Genre
Callibracon est un genre d'insectes de l'ordre des hyménoptères de la famille des Braconidae, de la sous-famille des Braconinae et de la tribu des Braconini.

## Liste des espèces
Callibracon capitator - 
Callibracon elegans - 
Callibracon flaviceps - 
Callibracon kurentzovi - 
Callibracon limbatus - 
Callibracon moorei - 
Callibracon novocaledonicus - 
Callibracon ruficeps

## Liens  externes
- Ressources relatives au vivant :   - Australian Faunal Directory
  - Global Biodiversity Information Facility
  - iNaturalist
  - Interim Register of Marine and Nonmarine Genera
- (en) Animal Diversity Web : Callibracon
- (en) BioLib : Callibracon
- (en) NCBI : Callibracon (taxons inclus)